# Кріс Пронгер
Кріс Пронгер (англ. Chris Pronger, нар. 10 жовтня 1974, Драйден) — канадський хокеїст, що грав на позиції захисника. Грав за збірну команду Канади.
Член Зали слави хокею з 2015 року. Олімпійський чемпіон. Володар Кубка Стенлі. Провів понад тисячу матчів у Національній хокейній лізі.

## Ігрова кар'єра
Хокейну кар'єру розпочав 1991 року.
1993 року був обраний на драфті НХЛ під 2-м загальним номером командою «Гартфорд Вейлерс», за яку відіграв два сезони, після чого перейшов в «Сент-Луїс Блюз» за який виступав до сезону 2004—2005.
Потім він виступав за команди «Едмонтон Ойлерз» і «Анагайм Дакс» в складі якого він завоював Кубок Стенлі у сезоні 2006—2007. Кріс Пронгер є володарем Гарт Трофі сезону 1999—2000, він став першим захисником, після Боббі Орра, якому дістався цей трофей. Також Пронгер є володарем Джеймс Норріс Трофі і дворазовим володарем НХЛ плюс/мінус.
27 червня 2009 року, Пронгер, разом з форвардом Раяном Дінглом, обміняний в «Філадельфію Флайєрз» на форварда Джоффрі Лупула і захисника Луку Збіса, а також вибір на майбутньому драфті. 7 липня 2009 року Пронгер підписав семирічний контракт з «Філадельфією».
Хоча через травми Пронгер не грав з 2011 року і фактично тоді ж завершив кар'єру, його контракт продовжував діяти далі. Пронгер став об'єктом угоди команди з «Аризоною», де формально його кар'єра закінчилася із завершенням сезону 2016/17. Загалом провів 1340 матчів у НХЛ, включаючи 173 гри плей-оф Кубка Стенлі.
Був гравцем молодіжної збірної Канади, у складі якої брав участь у 7 іграх. Виступав за дорослу збірну Канади, провів 34 гри в її складі.
На міжнародній арені Пронгер у складі збірної Канади є переможцем чемпіонату світу 1997 року в Фінляндії, а також зимових Олімпійських ігор в Солт Лейк Сіті в 2002 році і зимових Олімпійських ігор у Ванкувері в 2010 році. Ці перемоги дозволили йому увійти в потрійний золотий клуб.

## Статистика

### Клубні виступи
| Сезон        | Клуб                 | Ліга         | Регулярний сезон | Регулярний сезон | Регулярний сезон | Регулярний сезон | Регулярний сезон | Плей-оф | Плей-оф | Плей-оф | Плей-оф | Плей-оф |
| Сезон        | Клуб                 | Ліга         | І                | Г                | П                | О                | ШХ               | І       | Г       | П       | О       | ШХ      |
| ------------ | -------------------- | ------------ | ---------------- | ---------------- | ---------------- | ---------------- | ---------------- | ------- | ------- | ------- | ------- | ------- |
| 1991–92      | «Пітерборо Пітс»     | ОХЛ          | 63               | 17               | 45               | 62               | 90               | 10      | 1       | 8       | 9       | 28      |
| 1992–93      | «Пітерборо Пітс»     | ОХЛ          | 61               | 15               | 62               | 77               | 108              | 21      | 15      | 25      | 40      | 51      |
| 1993–94      | «Гартфорд Вейлерс»   | НХЛ          | 81               | 5                | 25               | 30               | 113              | —       | —       | —       | —       | —       |
| 1994–95      | «Гартфорд Вейлерс»   | НХЛ          | 43               | 5                | 9                | 14               | 54               | —       | —       | —       | —       | —       |
| 1995–96      | «Сент-Луїс Блюз»     | НХЛ          | 78               | 7                | 18               | 25               | 110              | 13      | 1       | 5       | 6       | 16      |
| 1996–97      | «Сент-Луїс Блюз»     | НХЛ          | 79               | 11               | 24               | 35               | 143              | 6       | 1       | 1       | 2       | 22      |
| 1997–98      | «Сент-Луїс Блюз»     | НХЛ          | 81               | 9                | 27               | 36               | 180              | 10      | 1       | 9       | 10      | 26      |
| 1998–99      | «Сент-Луїс Блюз»     | НХЛ          | 67               | 13               | 33               | 46               | 113              | 13      | 1       | 4       | 5       | 28      |
| 1999–00      | «Сент-Луїс Блюз»     | НХЛ          | 79               | 14               | 48               | 62               | 92               | 7       | 3       | 4       | 7       | 32      |
| 2000–01      | «Сент-Луїс Блюз»     | НХЛ          | 51               | 8                | 39               | 47               | 75               | 15      | 1       | 7       | 8       | 32      |
| 2001–02      | «Сент-Луїс Блюз»     | НХЛ          | 78               | 7                | 40               | 47               | 120              | 9       | 1       | 7       | 8       | 24      |
| 2002–03      | «Сент-Луїс Блюз»     | НХЛ          | 5                | 1                | 3                | 4                | 10               | 7       | 1       | 3       | 4       | 14      |
| 2003–04      | «Сент-Луїс Блюз»     | НХЛ          | 80               | 14               | 40               | 54               | 88               | 5       | 0       | 1       | 1       | 16      |
| 2005–06      | «Едмонтон Ойлерс»    | НХЛ          | 80               | 12               | 44               | 56               | 74               | 24      | 5       | 16      | 21      | 26      |
| 2006–07      | «Анагайм Дакс»       | НХЛ          | 66               | 13               | 46               | 59               | 69               | 19      | 3       | 12      | 15      | 26      |
| 2007–08      | «Анагайм Дакс»       | НХЛ          | 72               | 12               | 31               | 43               | 128              | 6       | 2       | 3       | 5       | 12      |
| 2008–09      | «Анагайм Дакс»       | НХЛ          | 82               | 11               | 37               | 48               | 88               | 13      | 2       | 8       | 10      | 12      |
| 2009–10      | «Філадельфія Флаєрс» | НХЛ          | 82               | 10               | 45               | 55               | 79               | 23      | 4       | 14      | 18      | 36      |
| 2010–11      | «Філадельфія Флаєрс» | НХЛ          | 50               | 4                | 21               | 25               | 44               | 3       | 0       | 1       | 1       | 4       |
| 2011–12      | «Філадельфія Флаєрс» | НХЛ          | 13               | 1                | 11               | 12               | 10               | —       | —       | —       | —       | —       |
| Усього в НХЛ | Усього в НХЛ         | Усього в НХЛ | 1167             | 157              | 541              | 698              | 1590             | 173     | 26      | 95      | 121     | 326     |

### Збірна
| Рік                | Команда            | Турнір             | Місце              | І  | Г | П  | О  | ШХ |
| ------------------ | ------------------ | ------------------ | ------------------ | -- | - | -- | -- | -- |
| 1993               | Канада             | МЧС                | 1                  | 7  | 1 | 3  | 4  | 6  |
| 1997               | Канада             | ЧС                 | 1                  | 9  | 0 | 2  | 2  | 4  |
| 1998               | Канада             | ОІ                 | 4-е                | 6  | 0 | 0  | 0  | 4  |
| 2002               | Канада             | ОІ                 | 1                  | 6  | 0 | 1  | 1  | 2  |
| 2006               | Канада             | ОІ                 | 7-е                | 6  | 1 | 2  | 3  | 16 |
| 2010               | Канада             | ОІ                 | 1                  | 7  | 0 | 5  | 5  | 2  |
| Молодіжна збірна   | Молодіжна збірна   | Молодіжна збірна   | Молодіжна збірна   | 7  | 1 | 3  | 4  | 6  |
| Національна збірна | Національна збірна | Національна збірна | Національна збірна | 34 | 1 | 10 | 11 | 36 |